# Fernand Bachmann

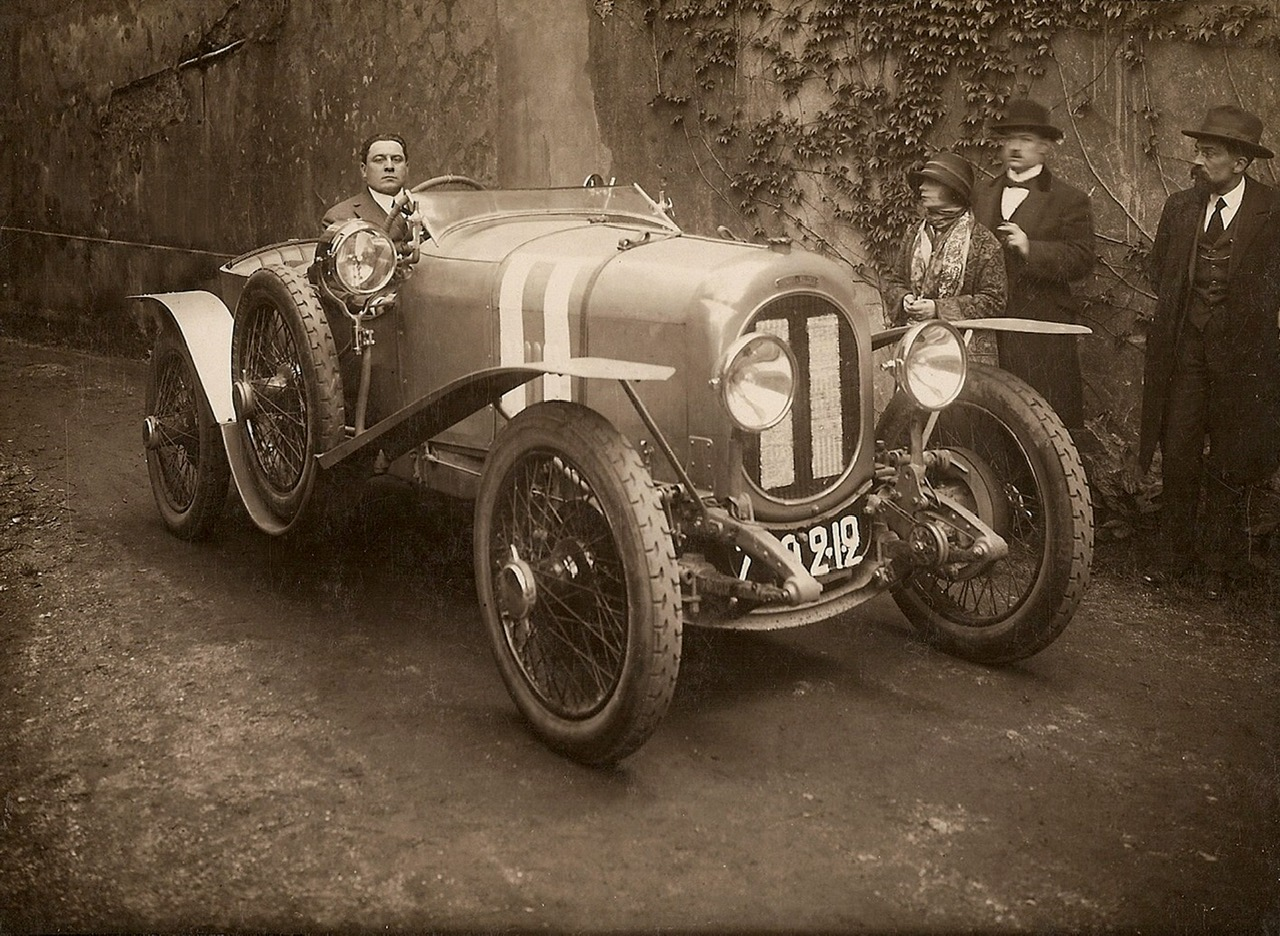
Fernard Bachmann im Chenard & Walcker Tourisme beim 24-Stunden-Rennen von Le Mans 1923

Fernand Alphonse Bachmann (* 16. Juni 1886 in Remiremont; † 22. Mai 1965 in Brienon-sur-Armançon) war ein französischer Autorennfahrer und der Bruder von Raoul Bachmann.

## Karriere
Fernand Bachmann gehörte zu den Motorsport-Pionieren, die beim ersten 24-Stunden-Rennen von Le Mans der Rennsportgeschichte 1923 am Start waren. Er teilte sich mit Raymond Glanzmann einen Werks-Chenard & Walcker Tourisme und wurde Siebter in der Gesamtwertung. Ein Jahr später fiel er durch Unfall aus. Auch beim 24-Stunden-Rennen von Spa-Francorchamps 1927 war er am Start und wurde dort Gesamtneunter.

## Statistik

### Le-Mans-Ergebnisse
| Jahr | Team              | Fahrzeug                          | Teamkollege       | Platzierung | Ausfallsgrund |
| ---- | ----------------- | --------------------------------- | ----------------- | ----------- | ------------- |
| 1923 | Chenard & Walcker | Chenard & Walcker Tourisme        | Raymond Glaszmann | Rang 7      |               |
| 1924 | Chenard & Walcker | Chenard-Walcker Type U 15CV Sport | Raoul Bachmann    | Ausfall     | Unfall        |